# Synagoga Simmering w Wiedniu
Synagoga Simmering w Wiedniu (niem. Synagoge Simmering in Wien) – nieistniejąca synagoga, która znajdowała się w Wiedniu, stolicy Austrii, przy Braunhubergasse 7.
Synagoga została zbudowana w latach 1898–1899, według projektu architekta Jakoba Gartnera. Służyła żydowskiej społeczności zamieszkującej dzielnicę Simmering. Podczas nocy kryształowej z 9 na 10 listopada 1938 roku, bojówki hitlerowskie spaliły synagogę. Obecnie na jej miejscu znajduje się nowy budynek.